# Звукове кіно

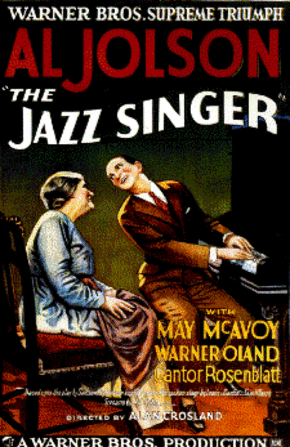
«Співак джазу» (1927) — перший звуковий фільм (частковий)

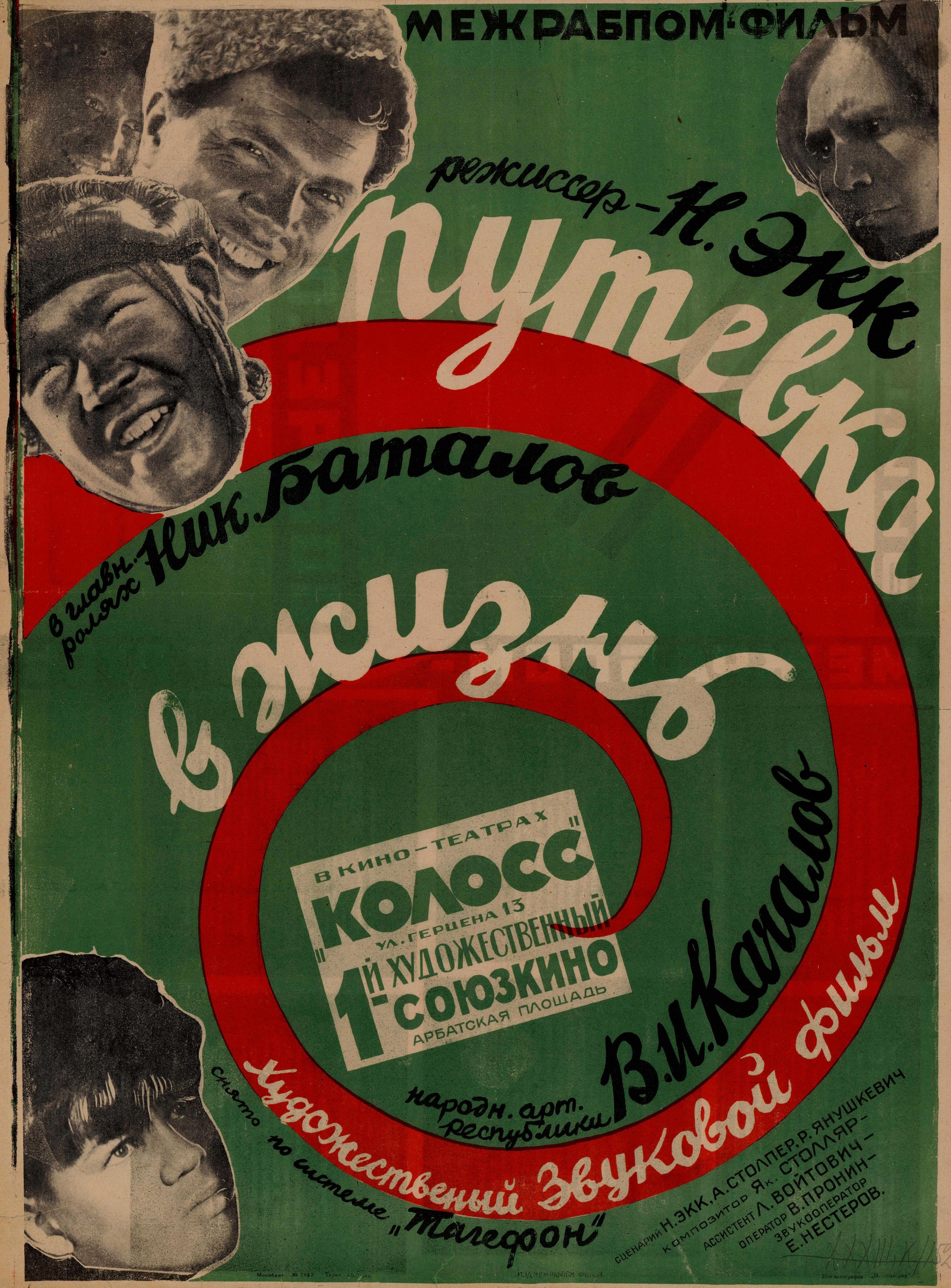
«Путівка в життя» (1931) — перше звукове кіно в СРСР (повністю)

Звукове кіно — фільм, який, на відміну від «німого кіно», супроводжується звуком (промовою, музикою, звуковими ефектами).

## Початок
Перший відомий публічний показ звукових фільмів відбувся в Парижі у 1900 році, але через їх дорожнечу масове виробництво звукового кіно почалося лише через два десятиліття. Першим в історії повнометражним фільмом із використанням озвучування синхронних реплік став музичний кінофільм «Співак джазу» (1927, режисер Алан Кросленд). «Співак джазу» супроводжувався оглушливими оваціями та шаленим успіхом в глядачів, однак професіонали зустріли цей фільм стримано. Другий повний звуковий фільм — «Вогні Нью-Йорка» (1928). Через недосконалість звукової апаратури, на зображення накладалися деякі обмеження і кіно стало більше подібне до театру. Обмеження були подолані завдяки методу окремого запису зображення та звуку. Першим звуковим фільмом створеним в СРСР та Україні став документальний фільм «Симфонія Донбасу» Дзиґи Вертова 1930 року, а першим звуковим художнім фільмом «Путівка в життя» (1931, режисер Миколи Екка; система Тагефон).

## Методи відтворення
Першим методом відтворення звуку на кіноплівці стала фотографічна або оптична звукова доріжка, яка не втратила своєї актуальності донині. На кіноплівці розміщена фонограма у вигляді звукової доріжки. Ширина звукової доріжки змінюється відповідно до змін звуку. Світловий промінь лампи кінопроєктора, проходячи через фонограму, передає зміни на фотоелемент. У фотоелементі світловий сигнал перетворюється на електричний сигнал, який потім перетворюється на звуковий. Перевага оптичного звуку полягає в його універсальності й економічності.
Наприкінці 1930-х років був запроваджений метод стандартизації, що регламентує вимоги до відтворення звуку в театрах («Академія»). Завдяки цьому методу можна переглянути практично будь-який фільм у будь-якому кінотеатрі світу.
Наприкінці 1950-х років був розроблений новий метод звукозапису на кіноплівку, що дав можливість вперше відтворити стереозвук у кіно. На кіноплівку наносили тонкі магнітні смуги оксиду металу, що дозволяло значно покращити точність відтворення звуку. Поява стереофонічної музики і спеціальних звукових ефектів наблизила глядача до реальних відчуттів. Висока вартість магнітної кінокопії не дозволила цій технології замінити оптичний звук, поки наприкінці 1980-х років лабораторія Dolby не запропонували розміщувати звук на двох доріжках. Ця технологія дозволила створити чотириканальне (Surround) об'ємне звучання.